# Holiday (Florida)
Holiday è una città degli Stati Uniti d'America, classificata come CDP e situata in Florida, nella Contea di Pasco.